# Mieszuki
Mieszuki – wieś w Polsce położona w województwie podlaskim, w powiecie bielskim, w gminie Wyszki.
Wieś duchowna Misiuki położona była w 1795 roku w ziemi bielskiej województwa podlaskiego.
Według Powszechnego Spisu Ludności z 1921 roku wieś zamieszkiwały 134 osoby, wśród których 125 było wyznania rzymskokatolickiego, 1 prawosławnego, a 8 mojżeszowego. Jednocześnie 125 mieszkańców zadeklarowało polską przynależność narodową, 1 białoruską, a 8 żydowską. Było tu 23 budynki mieszkalne.
W latach 1975–1998 miejscowość administracyjnie należała do województwa białostockiego.
Wierni kościoła rzymskokatolickiego należą do parafii św. Andrzeja Apostoła w Wyszkach.